# Водна змия (съзвездие)
Водна змия (на латински: Hydrus, водна змия) е малко съзвездие, видимо от южното полукълбо. Тъй като не е било достъпно за наблюдение от древните гърци, с това съзвездие не е свързан сюжет от митологията.
Съзвездието е открито около 1595 г. от двама холандски навигатори, Питер Кайзер и Фредерик де Хаутман. Йохан Байер го картира в своята „Уранометрия“ през 1603 г.
С просто око могат да се наблюдават около 20 звезди от съзвездието, като само три от тях са с видима звездна величина под 3m. В рамките на съзвездието може да се наблюдава само един обект от дълбокия космос, галактиката IC 1717.
По-старо наименование на съзвездието на български е Южна хидра. Поради това не бива да се бърка със съзвездието Хидра.